# Michael Poot
Michael Poot (Delfgauw, 15 oktober 1983) is een Nederlands voormalig kortebaanrijder en langebaanschaatser. Bij het langebaanrijden lag zijn specialisatie op de supersprint. In deze discipline wist hij zesmaal op rij Nederlands kampioen te worden. Poot trainde bij de langebaanselectie van het Gewest Zuid-Holland.
In februari 2009 wist hij bij het schaatsen op de Winteruniversiade 2009 op de Harbin beslag te leggen op een zevende plaats op de 500 meter en werd daarmee de beste Nederlander op die afstand. Op 23 januari 2010 won hij het NK Supersprint 2010. In de zomer van 2010 besloot hij te stoppen met schaatsen op topniveau om weer verder te gaan met zijn studie civiele techniek in Delft. 
Over het stoppen met topschaatsen zegt Michael Poot zelf: "Dit is natuurlijk geen plotselinge beslissing geweest, er is een heel proces aan voorafgegaan. Op een goed moment ga je nadenken over het leven en over alles wat je moet doen en vooral ook laten (!) om een topschaatser te kunnen zijn. Als profschaatser leef je volgens een bijzonder strak schema. Ik begon te merken dat ik de dingen die ik moest laten steeds meer als opoffering ging zien. Bovendien vond ik mijn toekomst als schaatser toch wat onzeker, je moet toch de kost kunnen verdienen... Ik was eerder al met mijn studie civiele techniek begonnen naast mijn schaatscarrière. En als ik dan mijn studievrienden weer zie, dan begint het toch weer te kriebelen. Het stoppen met schaatsen was niet zo moeilijk, juist ook omdat ik op dat gebied al heel veel heb bereikt en meegemaakt."

## Trivia
Opmerkelijk is dat Poot al sinds zijn eerste levensjaar diabetes heeft.